# Novopsocus
Genre
Novopsocus est un genre de psocoptères de la famille des Pseudocaeciliidae, endémique de Nouvelle-Guinée.

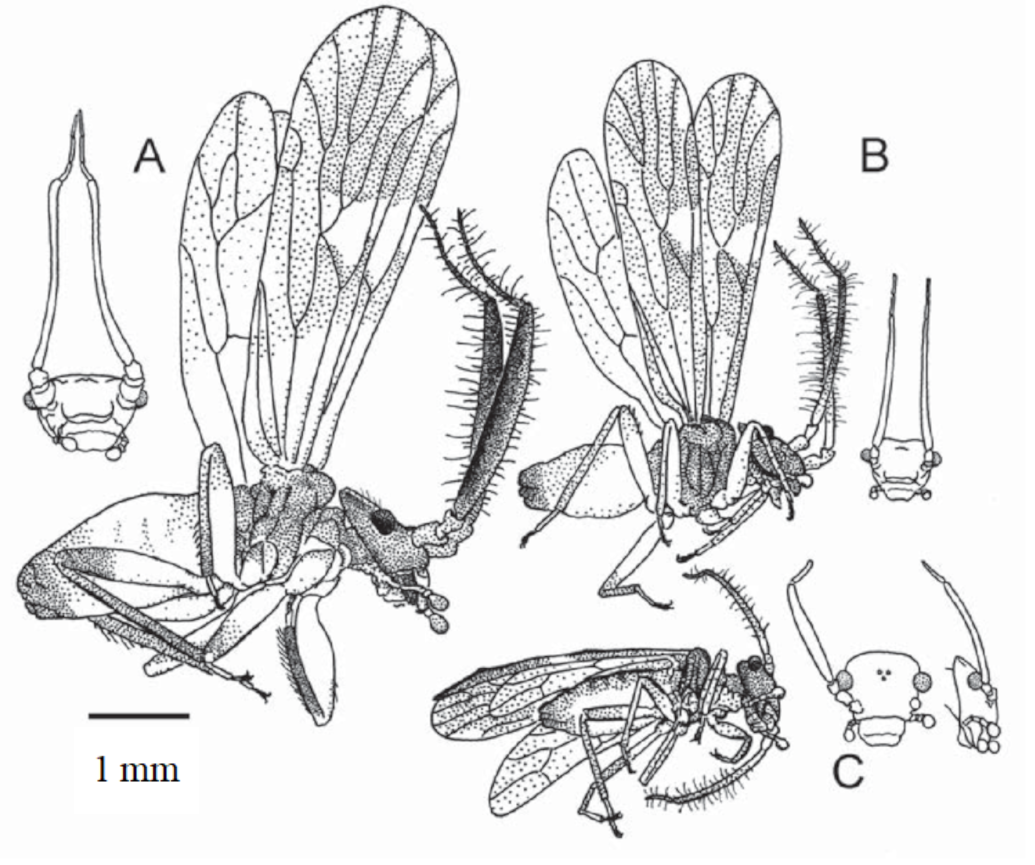
Les trois espèces du genre Novopsocus. A. N. magnus, B. N. stenopterus, C. N. caeciliae.

## Liste d'espèces
Selon  Species File (24 avril 2021) :
- Novopsocus caeciliae Cuénoud, 2008
- Novopsocus magnus Cuénoud, 2008
- Novopsocus stenopterus (Thornton & Smithers, 1977)